# Gösta Pettersson
Gösta Artur Roland Pettersson (Vårgårda, 23 de noviembre de 1940) es un deportista sueco que compitió en ciclismo en la modalidad de ruta, aunque también disputó carreras de pista. Es uno de los ciclistas suecos más laureados: ganador del Giro de Italia de 1971, tres veces campeón en el Mundial de Ruta y vicecampeón olímpico en contrarreloj por equipos. Sus hermanos Erik, Tomas y Sture también compitieron en ciclismo
En carretera su mayor éxito fue ser el campeón de la clasificación general del Giro de Italia de 1971, además de llevarse una victoria de etapa en la edición de 1972, en la que terminó sexto en la general. También ganó cuatro medallas en el Campeonato Mundial de Ciclismo en Pista entre los años 1964 y 1969.
Participó en tres Juegos Olímpicos de Verano, entre los años 1960 y 1968, obteniendo en total tres medallas: oro y bronce en México 1968, en la contrarreloj por equipos y en ruta, respectivamente, y bronce en Tokio 1964, en la contrarreloj por equipos.
En pista obtuvo una medalla de bronce en el Campeonato Mundial de Ciclismo en Pista de 1968, en la prueba de persecución por equipos.

## Medallero internacional

### Ciclismo en ruta
| Juegos Olímpicos   | Juegos Olímpicos           | Juegos Olímpicos  | Juegos Olímpicos             |
| Año                | Lugar                      | Medalla           | Competición                  |
| ------------------ | -------------------------- | ----------------- | ---------------------------- |
| 1964               | Tokio ( Japón)             | Medalla de bronce | Contrarreloj por equipos     |
| 1968               | Ciudad de México ( México) | Medalla de plata  | Contrarreloj por equipos     |
| 1968               | Ciudad de México ( México) | Medalla de bronce | Ruta                         |
| Campeonato Mundial |                            |                   |                              |
| Año                | Lugar                      | Medalla           | Competición                  |
| 1964               | Sallanches ( Francia)      | Medalla de bronce | Ruta (A)                     |
| 1967               | Heerlen ( Países Bajos)    | Medalla de oro    | Contrarreloj por equipos (A) |
| 1968               | Montevideo ( Uruguay)      | Medalla de oro    | Contrarreloj por equipos (A) |
| 1969               | Brno ( Checoslovaquia)     | Medalla de oro    | Contrarreloj por equipos (A) |

### Ciclismo en pista
| Campeonato Mundial | Campeonato Mundial    | Campeonato Mundial | Campeonato Mundial          |
| Año                | Lugar                 | Medalla            | Competición                 |
| ------------------ | --------------------- | ------------------ | --------------------------- |
| 1968               | Montevideo ( Uruguay) | Medalla de bronce  | Persecución por equipos (A) |

## Palmarés
| 1962 - 2.º en el Campeonato de Suecia en Ruta - Campeonato de Suecia Contrarreloj 1963 - Campeonato de Suecia Contrarreloj 1964 - Vuelta a Túnez - 3.º en el Campeonato de Suecia en Ruta - Campeonato de Suecia Contrarreloj 1966 - Campeonato de Suecia Contrarreloj 1967 - Vuelta a Marruecos - Campeón del mundo en contrarreloj por equipos - Campeonato de Suecia Contrarreloj 1968 - 2.º en el Campeonato de Suecia en Ruta - Campeón del mundo en contrarreloj por equipos | 1969 - Campeonato de Suecia en Ruta - Campeón del mundo en contrarreloj por equipos - Campeonato de Suecia Contrarreloj 1970 - Tour de Romandía - 3.º en el Tour de Francia - Coppa Sabatini - Trofeo Baracchi 1971 - Giro de Italia - Giro de los Apeninos 1972 - 1 etapa del Giro de Italia 1973 - 1 etapa de la Vuelta a Suiza |

## Resultados en Grandes Vueltas
| Carrera | Carrera         | 1970 | 1971 | 1972 | 1973 | 1974 |
| ------- | --------------- | ---- | ---- | ---- | ---- | ---- |
|         | Giro de Italia  | 6.º  | 1.º  | 6.º  | 13.º | 10.º |
|         | Tour de Francia | 3.º  | Ab.  | —    | —    | —    |
|         | Vuelta a España | —    | —    | —    | —    | —    |

## Equipos
- Ferretti (1970-1972)
- Scic (1973)
- Magniflex (1974)